# Gerhard Wolf

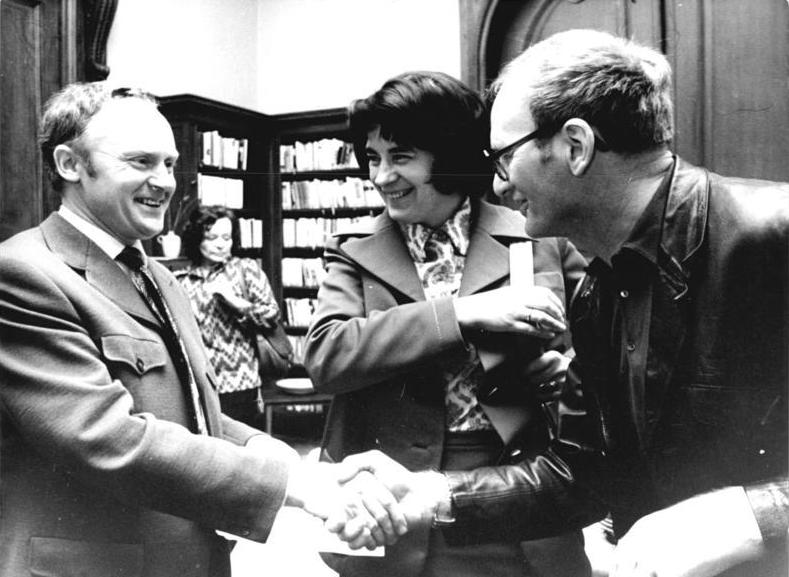
De izquierda a derecha: Gerhard Wolf, Christa Wolf y Hermann Kant (1974).

Gerhard Wolf (Bad Frankenhausen, 16 de octubre de 1928-Berlín, 7 de febrero de 2023) fue un escritor y editor alemán.

## Vida
Acudió al gimnasio en su ciudad natal. En los años 1944/45 fue reclutado como ayudante de artillería y fue hecho prisionero por los estadounidenses durante la Segunda Guerra Mundial, y después de su liberación aprobó el examen de bachillerato en 1947. Entre 1947 y 1949 fue ayudante y profesor en una escuela secundaria en Schlotheim. Entre 1949 y 1951 estudió germanística e historia en la Universidad de Jena, y en ese último año se casó con Christa Wolf. Entre 1951 y 1953 trabajó como redactor de radio en Leipzig y Berlín. Entre 1953 y 1956 continuó sus estudios en la Universidad Humboldt de Berlín, donde se graduó como germanista. Desde 1957 se dedica a la escritura.
Ha trabajado como ensayista, crítico, guionista, ha sido lector de la editorial Mitteldeutscher Verlag y en la década de 1960 editor. La Stasi le espió en el año 1969. Fue uno de los firmantes en el año 1976 que se opusieron al destierro de Wolf Biermann, lo que provocó su expulsión del Partido Socialista Unificado de Alemania, del que era miembro desde 1946. En la década de 1980, coeditó junto a Günter de Bruyn la colección Märkischer Dichtergarten, que jugó un papel importante para la nueva acogida del romanticismo alemán en la República Democrática Alemana (RDA). Entre 1988 y 1991 dirigió Außer der Reihe, un conjunto de obras de numerosos autores y disidentes del barrio berlinés de Prenzlauer Berg. En 1991 fundó la editorial Verlag Janus Press. Reside en Berlín.
Desde 1957 fue miembro de la Deutscher Schriftstellerverband, y desde 1973 del PEN Club Internacional (primero de la RDA, luego de Alemania). En 2003 fue nombrado miembro de honor de la Sächsische Akademie der Künste. En 1974 recibió el premio Heinrich Mann, y en 1994 la medalla Rahel Varnhagen von Ense compartida con Christa Wolf.

## Obra
- Der Menschheit Träumer und Soldat Louis Fürnberg (1959)
- Sagen wird man über unsere Tage (1959, junto a Klaus Marschke)
- Fragen des lyrischen Schaffens (1960, junto a Reiner Kunze y Klaus Pfützner)
- Der Dichter Louis Fürnberg (1961)
- Deutsche Lyrik nach 1945 (1964)
- Johannes Bobrowski (1967)
- Beschreibung eines Zimmers (1971)
- Der arme Hölderlin (1972)
- Till Eulenspiegel (1973, junto a Christa Wolf)
- Albert Ebert - wie ein Leben gemalt wird (1974, junto a Albert Ebert)
- Elena Liessner-Blomberg oder Die Geschichte vom Blauen Vogel (1978)
- Im deutschen Dichtergarten (1982)
- Im deutschen Dichtergarten (1985)
- Ins Ungebundene gehet eine Sehnsucht (1985, junto Christa Wolf)
- Wortlaut, Wortbruch, Wortlust (1988)
- Sprachblätter, Wortwechsel (1992)
- Unsere Freunde, die Maler (1995, junto a Christa Wolf)